# Gerald Michael Maynes
Gerald Michael Maynes (...) è uno zoologo australiano.
Da sempre interessato allo studio dei marsupiali, è attualmente uno dei maggiori esperti al mondo di canguri.
È stato il primo, nel 1982, a descrivere il Petrogale persephone, una rara specie di wallaby delle rocce del Queensland.